# Basilique Notre-Dame-Immaculée de Guelph
La basilique Notre-Dame-Immaculée de Guelph (connue localement sous le nom Church of Our Lady) est une église catholique néo-gothique située à Guelph en Ontario.
Elle a été construite entre 1876 et 1888, conçue par l'architecte Joseph Connolly (en) dont elle est considérée comme une de ses meilleures réalisations.
Les tours ont été terminées en 1926, et elle a été reconnue Lieu historique national du Canada en 1990. Elle a été déclarée Basilique en 2014. Par un décret de la Congrégation pour le culte divin et la discipline des sacrements du 8 décembre 2019, le Pape François a accordé le couronnement de leur vénérée image mariale. Il a été solennellement couronné à l'intérieur de la Basilique le 1er octobre 2022.

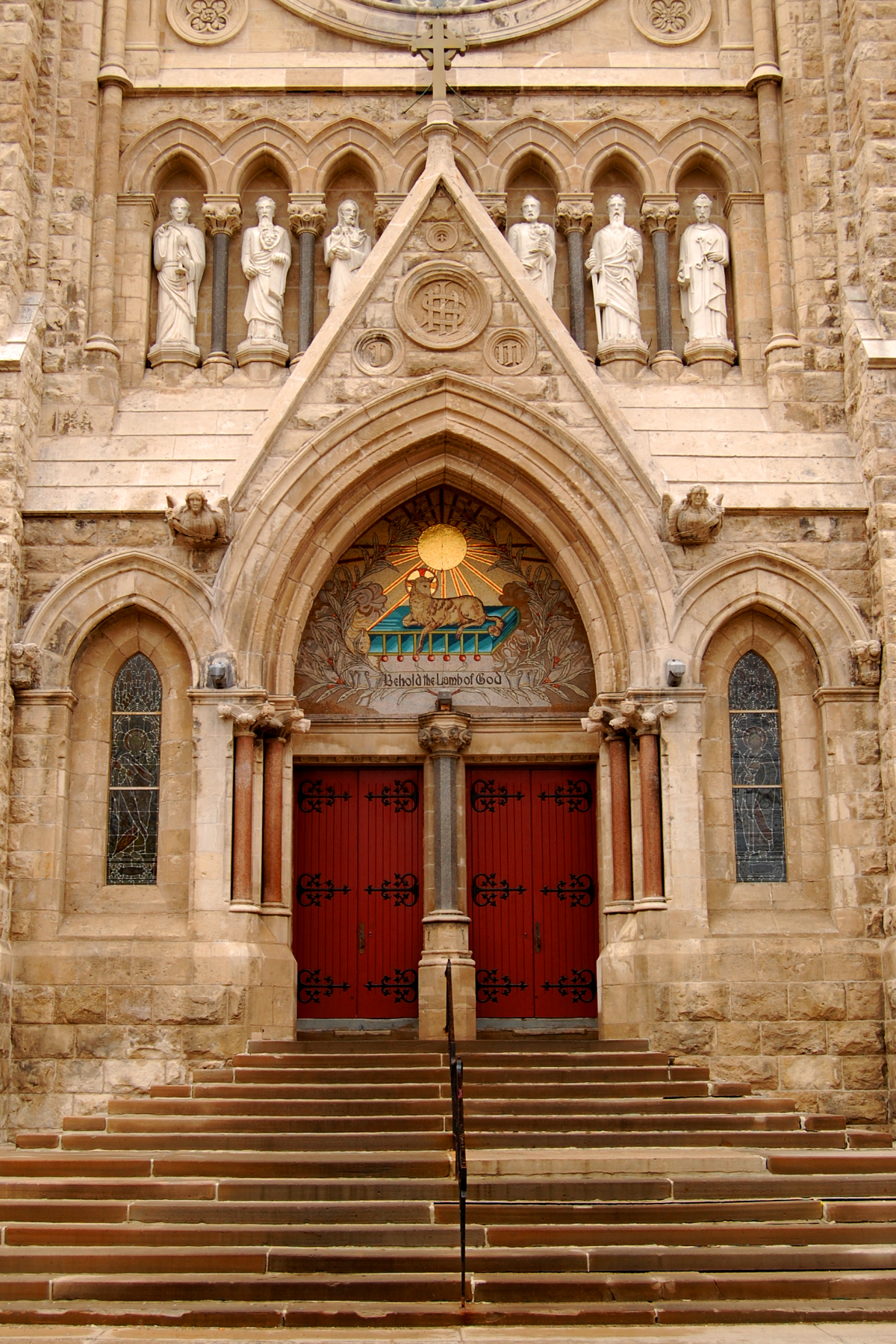
Détail de la façade
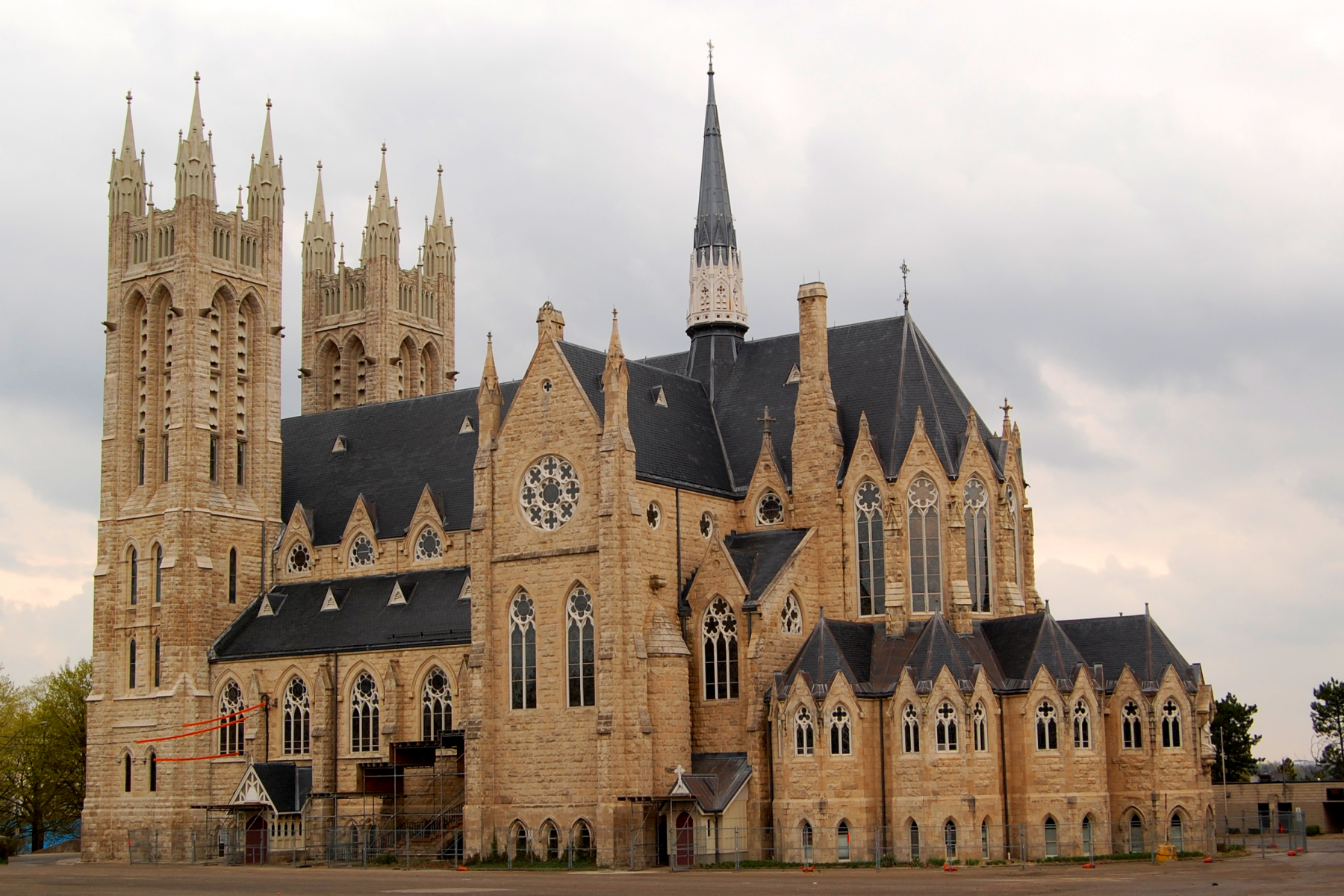
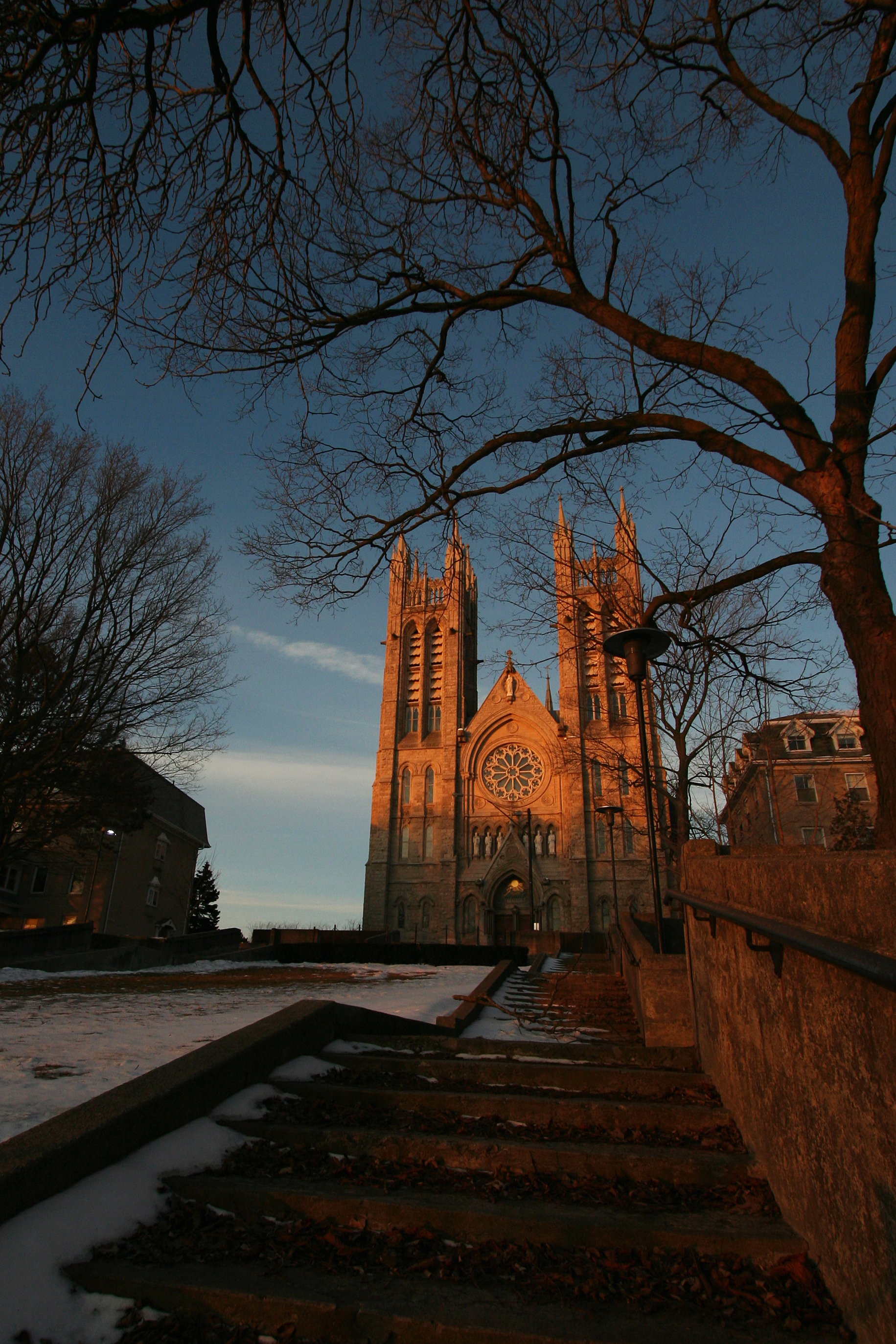
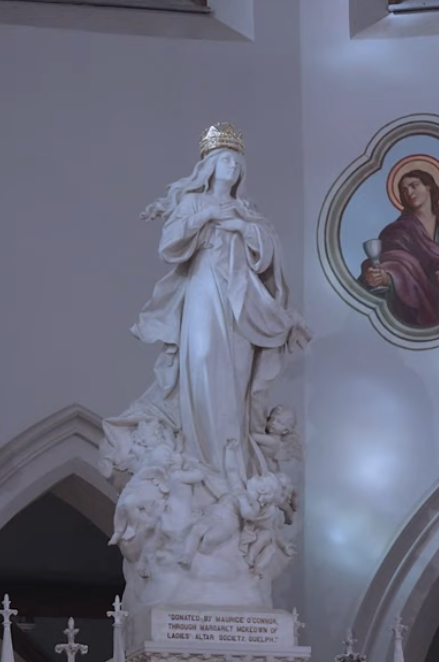
Statue mariale à l'intérieur de la Basilique, couronnée en 2022.